# ジャンムー
ジャンムー（カシミール語: جۆم, Jum, /d͡ʒoːm/; ヒンディー語: जम्मू, ウルドゥー語: جموں, 英語: Jammu）は、インドのジャンムー・カシミール連邦直轄領の冬季の主都である。ジャンムあるいはジャムとも表記する。